# Брейди, Том (режиссёр)
То́мас А́дам Бре́йди (Thomas Adam Brady; 30 октября 1963 года) — американский кинорежиссёр, сценарист и продюсер.

## Фильмография

### Сценарист
- 1995 — Кинокритик / The Critic (сериал)
- 1995-1996 —Hudson Street (сериал)
- 1996-1997 — Негодники / Men Behaving Badly (сериал)
- 1997 — Sports Illustrated: Swimsuit '97 (сериал)
- 1999 — The PJs (сериал)
- 2001 — Животное / The Animal
- 2002 — Цыпочка / The Hot Chick
- 2004 — Шоу Даны и Джулии / The Dana & Julia Show
- 2011 — На одной волне / Good Vibes (сериал)
- 2014 — Избранный / Chozen (сериал)

### Режиссёр
- 2002 — Цыпочка / The Hot Chick
- 2007 — Мстители / The Comebacks
- 2011 — Баки Ларсон: Рождённый быть звездой / Bucky Larson: Born to Be a Star

### Продюсер
- 1995 — Симпсоны / Simpsons
- 1995 — Кинокритик / The Critic (сериал)
- 1995-1996 —Hudson Street (сериал)
- 1996-1997 — Негодники / Men Behaving Badly (сериал)
- 1998 — Ночь спорта / Sports Night
- 1998-1999 — Большой ремонт / Home Improvement
- 1999 — Зои, Дункан, Джек и Джейн / Zoe, Duncan, Jack & Jane (сериал)
- 1999 — Шоу Майка О’Мэлли / The Mike O’Malley Show (сериал)
- 2001 — Животное / The Animal
- 2011 — На одной волне / Good Vibes (сериал)
- 2012 — Где ты, Челси? / Are You There, Chelsea?
- 2014 — Избранный / Chozen (сериал)

### Актёр
| Год       |    | Русское название       | Оригинальное название | Роль        |
| --------- | -- | ---------------------- | --------------------- | ----------- |
| 2011—2011 | мс | На одной волне         | Good Vibes            | T-Shirt Guy |
| 1997—1997 | с  | Негодники              | Men Behaving Badly    | Weirdo      |
| 1987—1987 | с  | Служебная командировка | Tour of Duty          | Hull        |